# Jaume Obrador Soler (activista social)
|  | Aquest article tracta sobre l'activista social. Si cerqueu l'escriptor, vegeu «Jaume Obrador Soler (escriptor)». |

Jaume Obrador Soler (Cas Concos,Felanitx, 1940 - Muro, 8 d'agost de 2025) va ser un sacerdot, missioner, polític i activista social i dinamitzador cultural.
Va ser ordenat prevere el 1966. Des de 1966 a 1972 treballà com a missioner al Burundi. Va dur a terme la seva activitat a Gitongo i Bugenyuzi. Retornat a Mallorca es va secularitzar el 1973. Es va integrar en les Joventuts Obreres Cristianes i aviat participà en el moviment veïnal de Palma a través de les comissions de barri, en la clandestinitat, que després es convertiren en plataformes anticapitalistes de barri. Posteriorment participà en l'impuls a les primeres associacions de veïnats (1973-1974). Va formar part dels Cercles Obrers Comunistes i, després, de l'OEC (Organització d'Esquerra Comunista). El 1979 va ser elegit regidor de l'Ajuntament de Palma pel PSM (Partit Socialista de Mallorca). El 1981 deixà el càrrec i participà en la constitució d'Esquerra Mallorquina (1981-1983). Diplomat en treball social per la Universitat de les Illes Balears (1988). El 1995 va ser fundador de "VeÏns Sense Fronteres" (VSF), integrada per persones vinculades a la Federació d'Associacions de Veïns de Palma, de la qual fou el president. Fou coautor de "La organización local de la educación de adultos" (1992).

## Reconeixements
El 2018 se li va concedir el Premi Rosa Bueno de l'Ajuntament de Palma pel seu impuls a la participació ciutadana com a eina de transformació social.